# Hack and slash
Hack and slash hoặc hack and slay (tạm dịch: Chặt và chém), viết tắt là H&S hay HnS hoặc slash 'em up, đề cập đến thể loại trò chơi video có lối chơi nhấn mạnh đến tính chiến đấu bằng vũ khí cận chiến (chẳng hạn như kiếm hoặc đao). Cũng có thể có một số vũ khí dựa trên đạn (chẳng hạn như súng) làm vũ khí phụ. Đây là một thể loại phụ của beat 'em up, tập trung vào chiến đấu cận chiến thường bằng nắm đấm. Các trò chơi hành động hack-and-slash đôi khi được gọi là trò chơi hành động đặc trưng.
Thuật ngữ "hack and slash" ban đầu được sử dụng để mô tả một kiểu chơi trong trò chơi nhập vai trên bàn, rồi chuyển từ đó sang MUD, MMORPG và trò chơi điện tử nhập vai. Đối với trò chơi điện tử hành động trên máy chơi game tại gia và máy game thùng, thuật ngữ này có cách sử dụng hoàn toàn khác, cụ thể là đề cập đến các trò chơi tập trung vào hành động thời gian thực, chiến đấu với vũ khí cận chiến thay vì dùng súng hoặc nắm đấm. Hai thể loại trò chơi hack và slash phần lớn không liên quan đến nhau, mặc dù trò chơi nhập vai hành động có thể kết hợp các yếu tố của cả hai. Cả hai biến thể của thuật ngữ này thường được viết dưới dạng gạch nối và kết hợp với các liên từ rút gọn, ví dụ như hack-and-slash, hack 'n' slay.

## Lịch sử
Thuật ngữ "hack and slash" có nguồn gốc từ RPG "bút và giấy" chẳng hạn như Dungeons & Dragons, biểu trưng cho chiến dịch tấn công bạo lực mà không có yếu tố cốt truyện hoặc mục tiêu quan trọng nào khác. Người chơi không có lựa chọn hay giải pháp nào khác ngoài chiến đấu không ngừng để đánh bại quái vật, nhận điểm kinh nghiệm và kho báu, dùng để tăng sức mạnh cho nhân vật của người chơi. Bản thân thuật ngữ này ít nhất cũng có từ thập niên 1980 và là một từ được của Hoa Kỳ, như trong bài báo viết cho tạp chí Dragon của Jean Wells và Kim Mohan, cả hai tuyên bố như sau : "Có nhiều thứ mở rộng hơn việc chỉ đơn giản là chặt và chém trong D&D hoặc AD&D; thể loại này ẩn chứa các khả năng, âm mưu, bí mật và tình cảm liên quan đến cả hai giới tính, tất cà vì lợi ích của tất cả các nhân vật trong chiến dịch".

## Thuật ngữ
Là sự kết hợp của các từ "hack" và "slash" cho thấy rõ ràng nó là một thuật ngữ được sử dụng cho phong cách trò chơi mang đậm tính chiến thắng trong các trận chiến và đánh bại kẻ địch, hơn là thể hiện câu chuyện và thế giới quan bên ngoài.
Với sự lan rộng của các trò chơi thông dụng và sự ra đời của các trò chơi nhập vai trên máy tính, vốn bị ảnh hưởng bởi các game nhập vai trên bàn, thuật ngữ hack and slash cũng được sử dụng cho các game nhập vai trên máy tính. Các tác phẩm RPG được đánh giá cao trên máy tính thời kỳ đầu như Wizardry và Dungeon Master có hệ thống lần lượt đánh bại kẻ địch và khám phá dungeon. Hack and slash đã được sử dụng như một từ thể hiện đặc điểm của tác phẩm, chẳng hạn như nhấn mạnh việc đánh kẻ địch liên tục.
Mặc dù đây là một thuật ngữ chủ yếu được sử dụng cho trò chơi nhập vai trên bàn, trò chơi nhập vai trên máy tính và trò chơi hành động nhập vai ở các nước nói tiếng Anh, nhưng đôi khi nó cũng được các game thủ Nhật Bản sử dụng.

## Các loại trò chơi hack-and-slash

### Trò chơi điện tử hành động
Trong trò chơi điện tử hành động, thuật ngữ "hack and slash" hoặc "slash 'em up" đề cập đến các trò chơi hành động dựa trên vũ khí cận chiến là một thể loại phụ của beat' em up. Các ví dụ về trò chơi cuộn bên 2D truyền thống như bao gồm The Legend of Kage (1985) và Rastan (1987) của Taito, loạt trò chơi điện tử arcade của Sega là Shinobi (ra mắt năm 1987) và Golden Axe (ra mắt năm 1989), trò chơi arcade của Data East là Captain Silver (1987), các trò chơi 2D đầu tiên của Tecmo là Ninja Gaiden (Shadow Warriors) (ra mắt năm 1988), Strider (1989) của Capcom, trò chơi Danan: The Jungle Fighter (1990) của Sega Master System, Saint Sword (1991) của Taito, trò chơi máy tính tại nhà của Vivid Image là First Samurai (1991), và Dragon's Crown (2013) của Vanillaware. Thuật ngữ "hack-and-slash" dùng để chỉ các trò chơi phiêu lưu hành động có từ năm 1987, khi Computer Entertainer đánh giá The Legend of Zelda, họ nói rằng nó còn "hơn cả hack-and-slash điển hình".
Vào đầu thế kỷ 21, các bài báo chí về ngành công nghiệp trò chơi điện tử thường sử dụng thuật ngữ "hack and slash" để chỉ một thể loại riêng biệt của 3D, người thứ ba, dựa trên vũ khí, trò chơi hành động cận chiến. Các ví dụ như là dòng Devil May Cry và Onimusha của Capcom, Dynasty Warriors của Koei Tecmo và trò chơi 3D Ninja Gaiden, God of War và Genji: Dawn of the Samurai của Sony, cũng như No More Heroes, Bayonetta, Darksiders, Dante's Inferno, và Sengoku BASARA. Thể loại này đôi khi được gọi là "hành động đặc trưng" và đại diện cho sự phát triển hiện đại của trò chơi hành động arcade truyền thống. Phân nhóm này phần lớn được Kamiya Hideki định hình nên, ông chính là tác giả của Devil May Cry và Bayonetta . Lần lượt sau đó Devil May Cry (2001) bị ảnh hưởng bởi các trò chơi hack-and-slash trước đây như Onimusha: Warlords (2001), và Strider. Các trò chơi khác được gọi là trò chơi "hack-and-slash" bao gồm loạt game Souls, Sekiro: Shadows Die Twice, và Middle-Earth: Shadow of Mordor.

### Trò chơi nhập vai
Hack and slash đã thực hiện quá trình chuyển đổi từ trò chơi trên bàn sang trò chơi điện tử nhập vai, thường bắt đầu trong một thế giới giống như D&D. Hình thức chơi trò chơi này đã ảnh hưởng đến một loạt các trò chơi hành động nhập vai, bao gồm cả các trò chơi như Lineage, Xanadu and Diablo.